# Sankthanskors

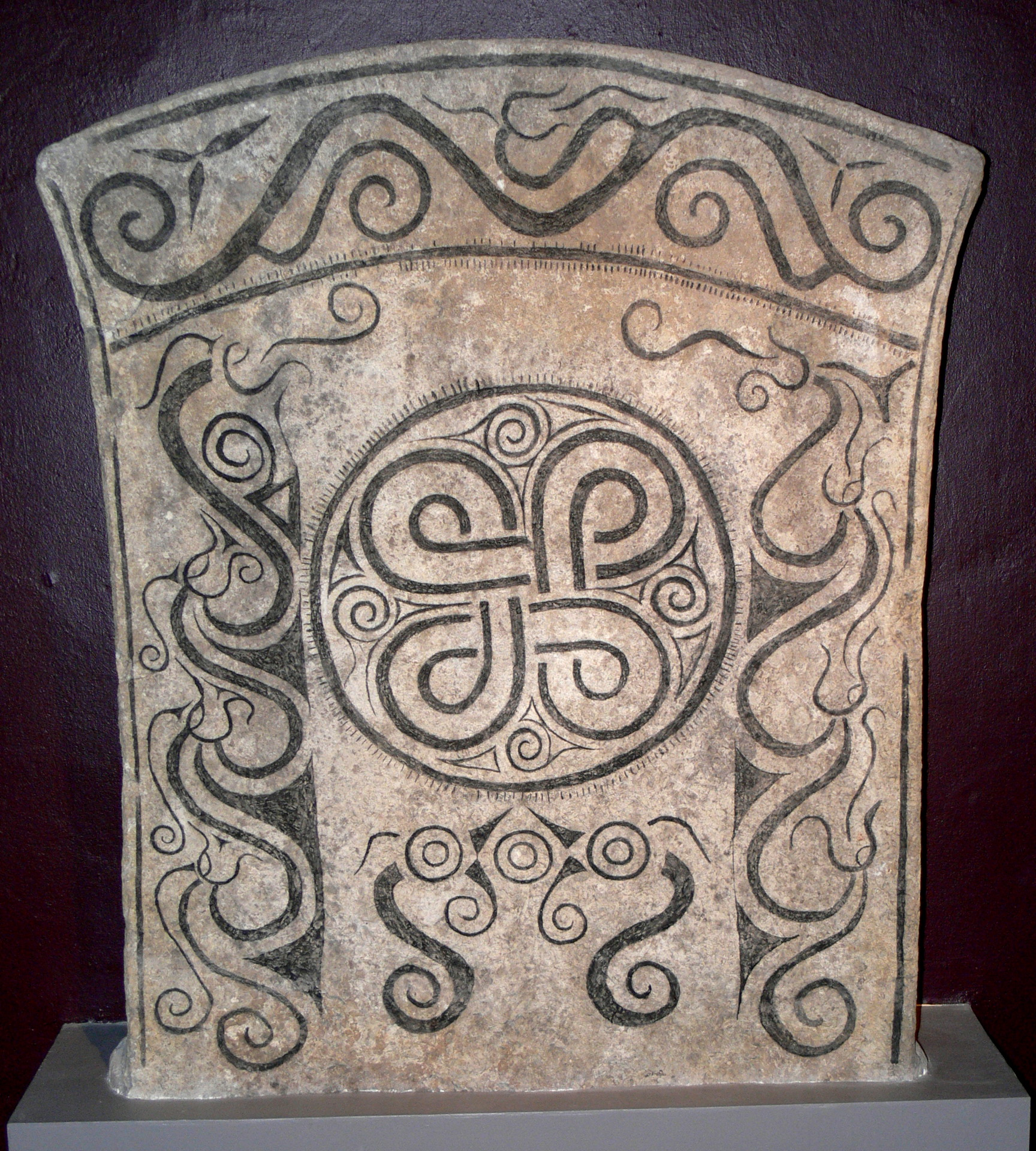
Gotländsk bildsten från folkvandringstiden som uppvisar ett ”Sankthanskors” eller ”kringla”.

Sankthanskors eller kringla (Unicode-karaktär: ⌘) är en symbol bestående av en fyrkantigt gående linje som löper i öglor för var hörn. Symbolen är forntida och används i flera sammanhang.

## Sankthanskors
Namnet har symbolen fått av att det i medeltida kalendrar markerar Johannes Döparens dag.

## Nationellt kulturarv

Svensk trafikskylt

Sankthanskorset används på lokaliseringsmärken i Norden för att hänvisa till nationella kulturarv Det ingår även i Riksantikvarieämbetets symbol.

### Kommandotangent
Sedan 1984 har den synts som markör på den speciella "kommandotangenten" på de flesta av Apples Macintosh-tangentbord.

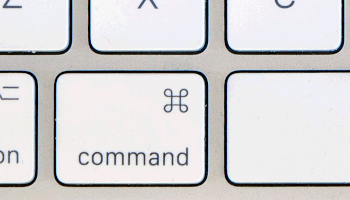
Kommandotangent på Apple-datorer.

Apple behövde inför lanseringen av sin nya dator en alternativ tangentsymbol till sitt välkända äpple, och företagets designer Susan Kare hittade därefter det finskinspirerade svenska vägmärket.

### Unicode
| \| ⌘ \|                        |
| U+2318⌘ PLACE OF INTEREST SIGN |
| ⌘                              |

Symbolen är numera del av den officiella teckenuppsättningen för Unicode-typsnitt, där den har beteckningen Place of Interest Sign (på svenska ofta kallad kringla).